# Marica
Marica (bolgarsko Марица, grško Εβρος – Hebros, turško Meriç) je 480 km dolga reka, ki teče po ozemlju Bolgarije, Grčije in Turčije. Tako je najdaljša reka, ki teče izključno po ozemlju Balkanskega polotoka.
Izvira na pobočjih gorskega masiva Rila (del Rodopov) in teče proti vzhodu, nato pa blizu turškega mesta Odrin obrne proti jugu in se izlije v Egejsko morje. V spodnjem toku predstavlja mejo sprva med Bolgarijo in Grčijo nato pa še večji del grško-turške meje.
Reka sama je neplovna, a jo uporabljajo za pridobivanje električne energije (hidroelektrarne) in za namakanje.